# The Luck of the Irish (1948)
The Luck of the Irish is een Amerikaanse film uit 1948 onder regie van Henry Koster. De film is gebaseerd op het boek There Was a Little Man van Guy Jones en Constance Jones.

## Verhaal
Stephen Fitzgerald is een succesvolle journalist die voor zijn werk naar een klein dorpje in Ierland moet. Hij is enkel de luxe van New York gewend en gedraagt zich aanvankelijk arrogant tegenover de medewerkers van het pension waar hij verblijft. Onderweg ontmoet hij een leprechaun en valt hem de aantrekkelijke Nora op. Terug in New York raakt hij al snel weer gewend aan zijn materiële leven, totdat hij op een dag Nora tegenkomt, die veronderstelt dat hij straatarm is. Ook wordt hij aangewezen om te werken met een man die veel weg heeft van de leprechaun. Stephen en Nora worden verliefd op elkaar, maar hij is al verloofd met de dochter van zijn machtige baas.

## Rolverdeling
| Acteur         | Personage          |
| -------------- | ------------------ |
| Tyrone Power   | Stephen Fitzgerald |
| Anne Baxter    | Nora               |
| Cecil Kellaway | Leprechaun/Horace  |
| Lee J. Cobb    | David C. Augur     |
| James Todd     | Bill Clark         |
| Jayne Meadows  | Frances Augur      |
| J.M. Kerrigan  | Tatie              |
| Phil Brown     | Tom Higginbotham   |

## Achtergrond
20th Century Fox kocht de rechten van het boek in juli 1947 voor $50.000. Peggy Cummings kwam in aanmerking voor de rol van Nora en Barry Fitzgerald en Will Fyffe waren kanshebbers voor de rol van de leprechaun. De film werd gemaakt met verscheidene werktitels. Bij de Oscaruitreiking werd Cecil Kellaway genomineerd voor een Academy Award voor Beste Mannelijke Bijrol, maar hij verloor van Walter Huston voor zijn rol in The Treasure of the Sierra Madre (1948).